# Geuder von Heroldsberg
La famiglia Geuder von Heroldsberg fu una famiglia patrizia originaria di Norimberga, dove fu presente nel consiglio cittadino quasi ininterrottamente dal 1349 al 1806. Nella sua storia vantò quattro Reichsschultheiß (sindaci) di Norimberga.

## Storia

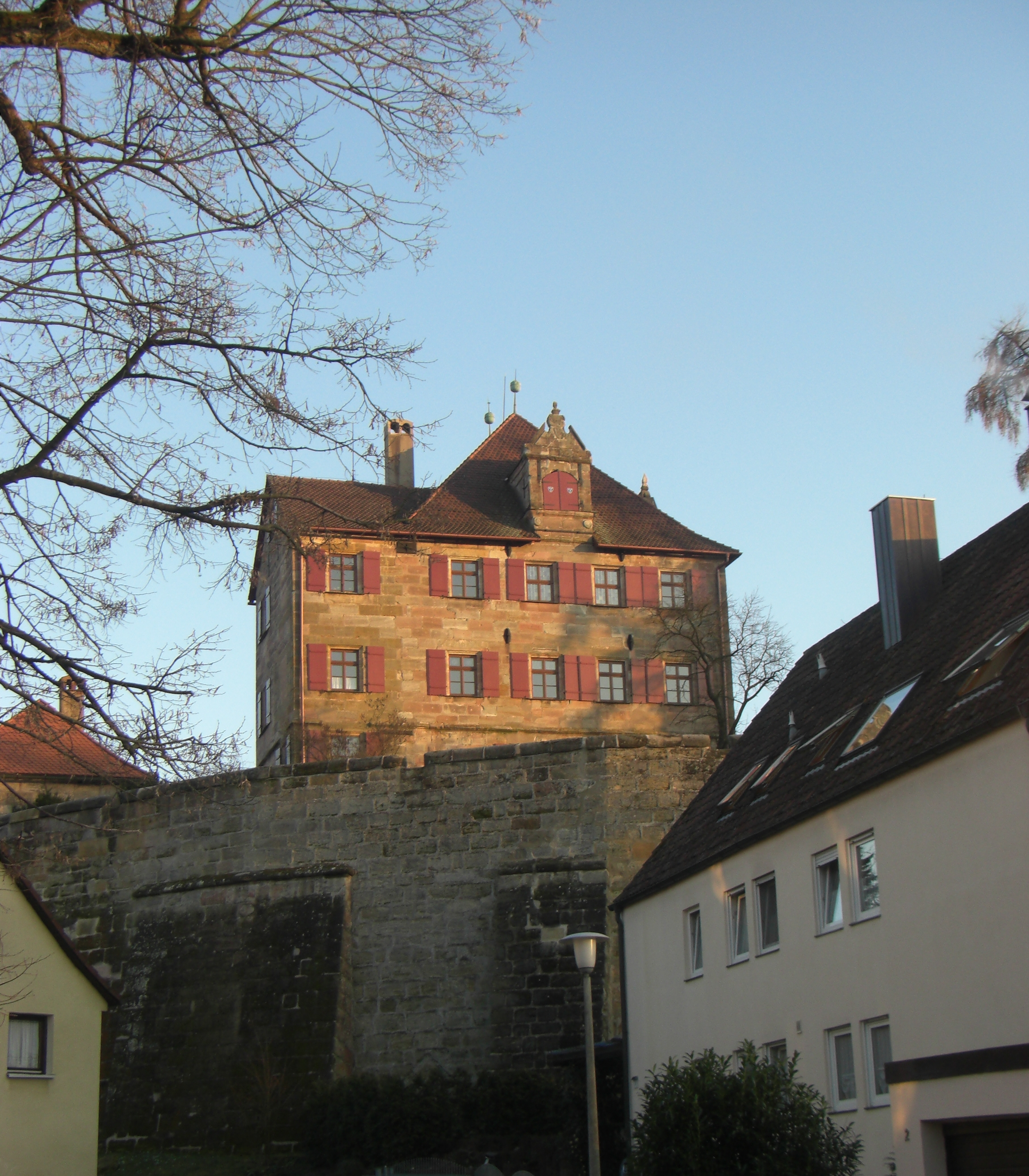
Il Rote Schloss di Heroldsberg

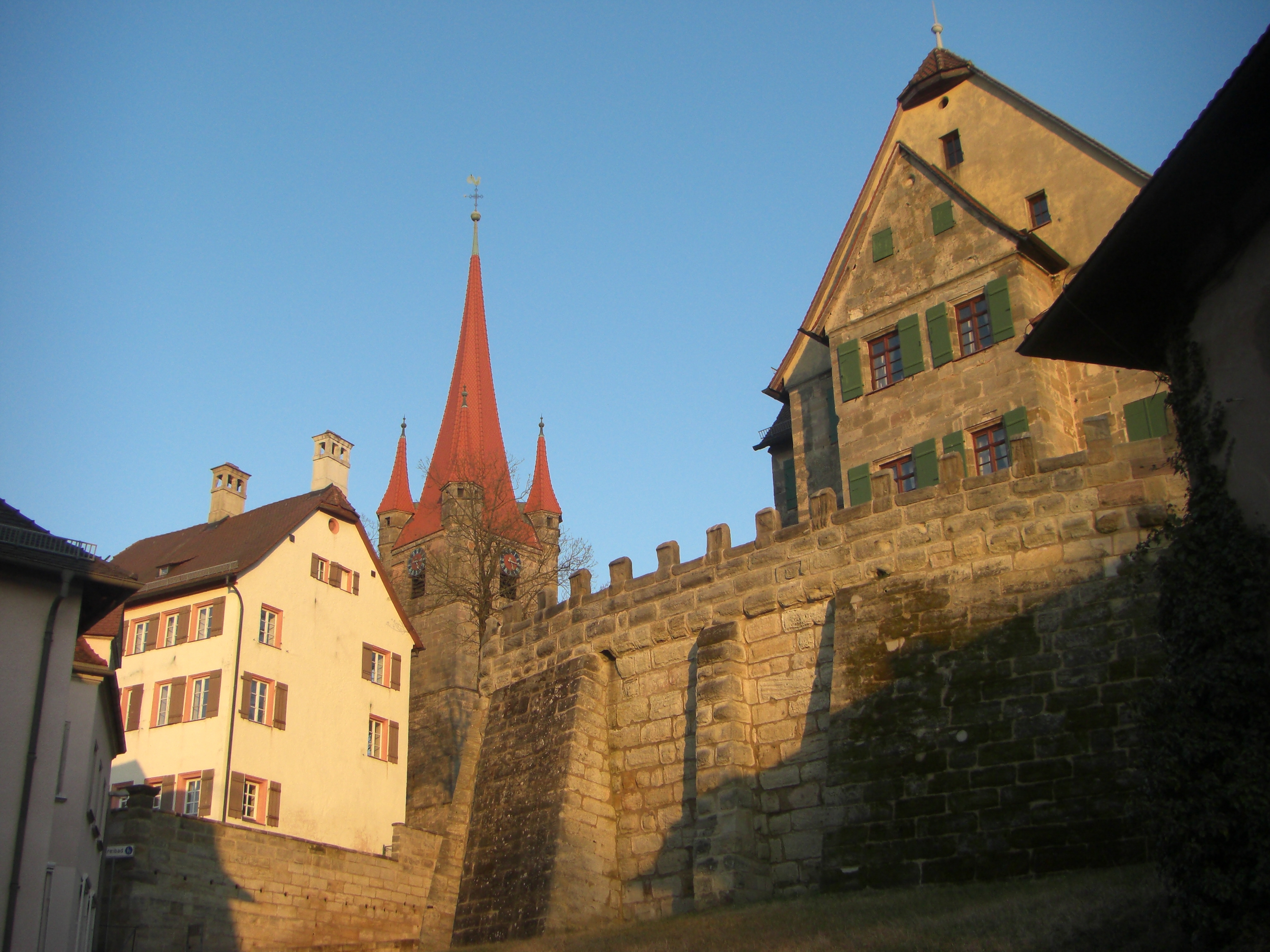
Il Weißes Schloss ed il Grünes Schloss ad Heroldsberg

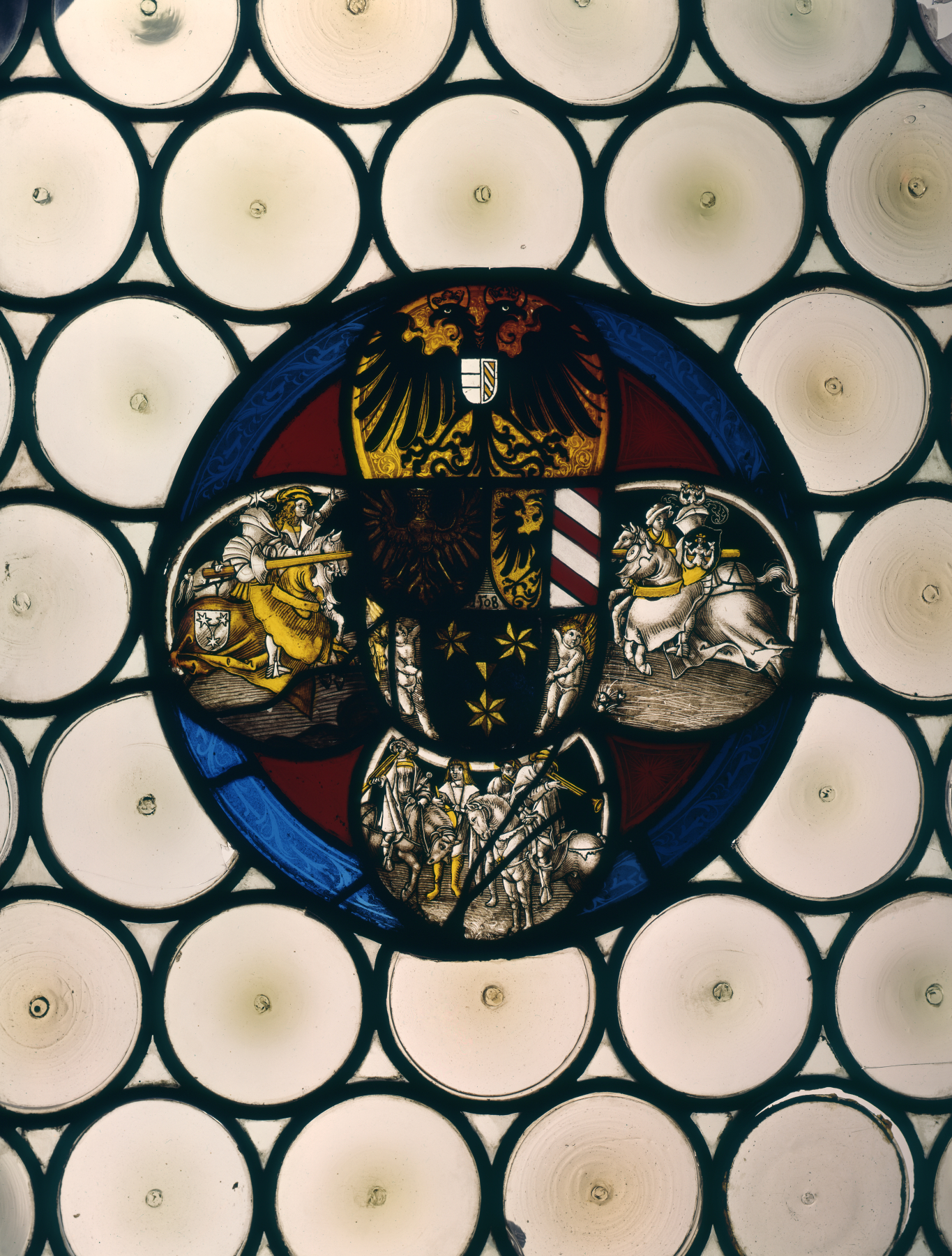
Stemma della famiglia su vetrata istoriata al Walters Art Museum

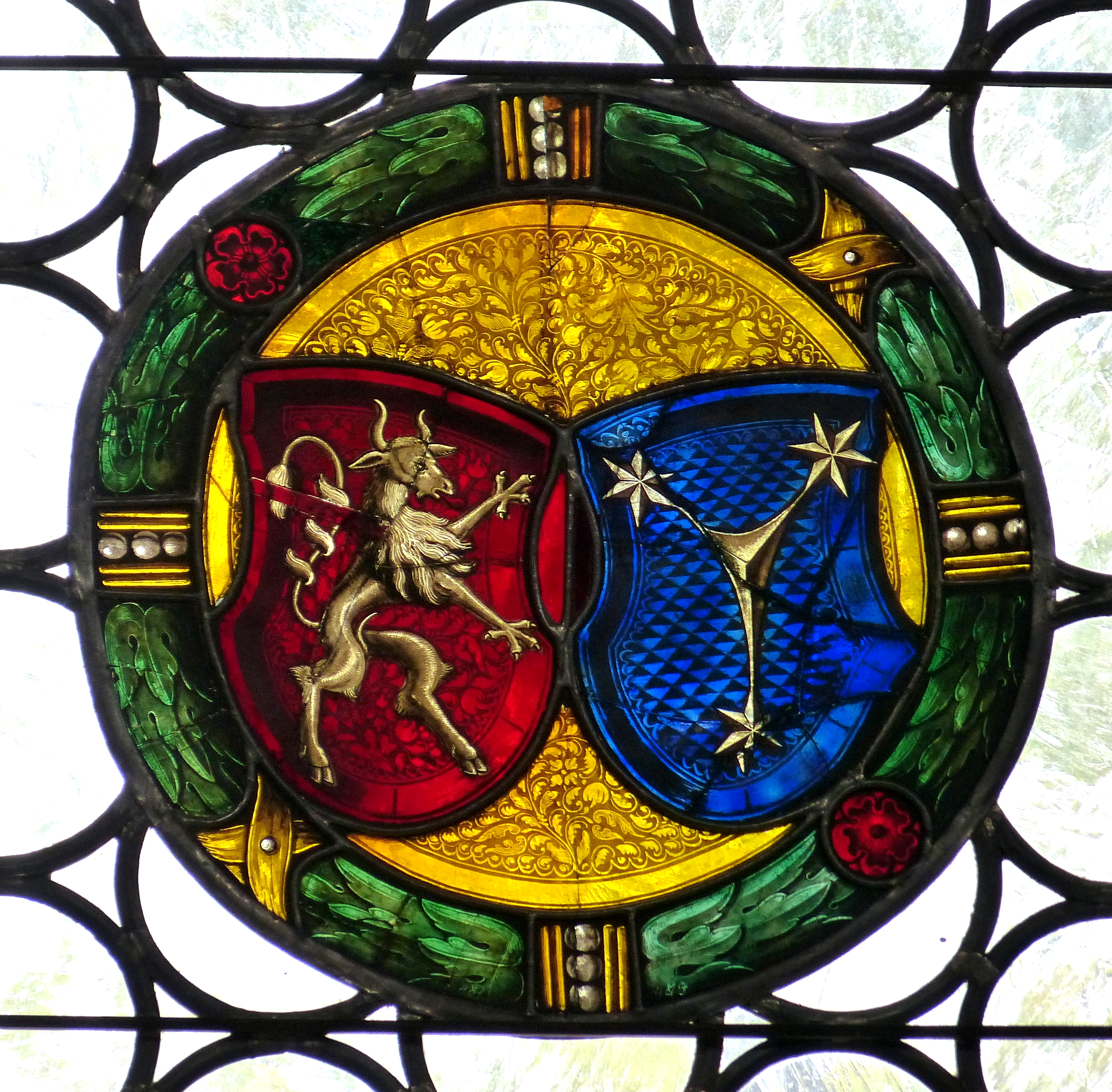
La chiesa di San Lorenzo a Norimberga - stemma accoppiato delle famiglie Scheurl e Geuder

La famiglia Geuder era probabilmente originaria della Boemia da dove si trasferì probabilmente inizialmente a Kammerstein. I Geuder si trasferirono in seguito a Norimberga dove la loro presenza è documentata dal 1303. Acquisirono la cittadinanza di Norimberga e rapidamente divennero una delle famiglie patrizie più prestigiose della città. Appartennero al consiglio della città di Norimberga per circa mezzo millennio e vi ricoprirono temporaneamente le posizioni più influenti. Nel 1391 Konrad e Heinrich Geuder acquisirono la residenza di Heroldsberg che fu per secoli sede della casata. Nel 1417, i Geuder ottennero uno stemma dal re Sigismondo, confermato nuovamente nel 1471 dall'imperatore Federico III del Sacro Romano Impero.
I Geuder furono in grado di incrementare la loro ricchezza, tra l'altro, attraverso il commercio. Nel XIV secolo vendevano spezie e panni a Colonia e sul finire del secolo stabilirono una loro sede anche a Venezia. Col XV secolo aprirono sedi anche a Francoforte sul Meno e nelle Fiandre. Attorno al 1418 aprirono uffici finanziari a Parigi ed iniziarono ad interessarsi anche all'estrazione mineraria.
Attraverso un'intelligente politica commerciale e matrimoniale e le successive eredità, i Geuder furono in grado di ampliare notevolmente i loro possedimenti. Nel 1440, ad esempio, acquistarono una quota feudale di Neunhof bei Lauf, e nel 1445 l'intera città, ottenendo anche la città di Emskirchen come dote matrimoniale, mentre nel 1501 ottennero il feudo di Stein che rimase alla famiglia per oltre 300 anni.
A partire dal XVI secolo si posero anche attivamente al servizio dell'impero, ma tra i loro antenati alcuni avevano già avuto modo di distinguersi al servizio dello stato. Nel Medioevo, la famiglia Geuder combatté contro i musulmani in Terrasanta e nel Cinquecento contro gli hussiti in Ungheria. Combatterono nei secoli successivi contro i Turchi nei Balcani, ponendosi al servizio anche di Gustavo Adolfo di Svezia e di Federico il Grande. Personalità della famiglia furono anche ambasciatori per la città libera di Norimberga oltre a ricoprire incarichi presso i consigli segreti di diversi principi come quello del Brandeburgo, di Nassau e del Palatinato.
Nel XVII secolo, i Geuder si divisero in due rami: i Geuder-Rabensteiners divennero cavalieri imperiali in Franconiae si dotarono di un proprio stemma, mentre la linea di Norimberga continuò la tradizione di lavorare al servizio della città. Con la caduta dell'impero, i Geuder persero gradualmente i loro poteri e le loro giurisdizioni, venendo ricompensati nel 1813 con l'ascrizione alla nobiltà bavarese e poi con l'elevazione al rango di baroni nel 1822.
Entrambe le linee dei Geuder si sono ad oggi estinte in Germania per linea maschile. Per questo motivo, il Ministero degli Interni bavarese nel 1964 Roland Brunel, nipote di un Geuder von Heroldsberg, approvò la continuazione del nome Geuder con l'assunzione del cognome. Negli Stati Uniti, vivono ancora oggi dei discendenti collaterali del barone Adolph von Geuder von Heroldsberg, che emigrò in America nel 1848.
Dei quattro castelli di Geuder a Heroldsberg, il cosiddetto "castello verde" o Castello di Rabensteiner fu abitato dalla linea di Rabensteiner fino alla loro estinzione nel 1963; il "castello rosso" è ancora oggi di proprietà dei discendenti della linea Brunel-Geuder.

## Membri notabili

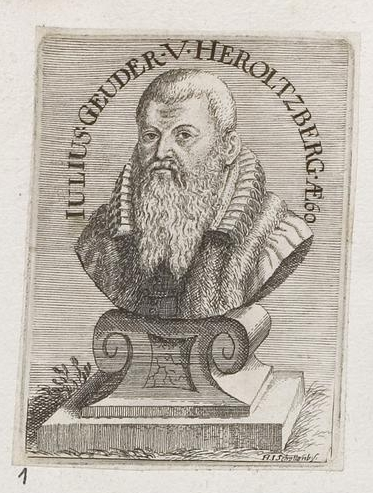
Julius Geuder von Heroldsberg

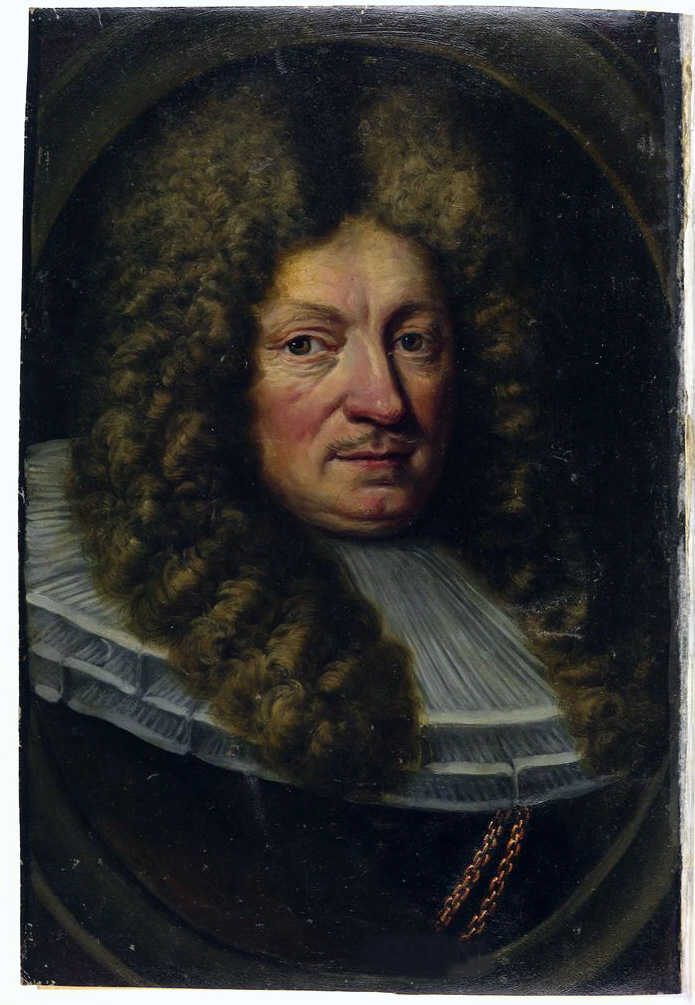
Johann Adam Geudern von und auf Heroldsberg und Stein

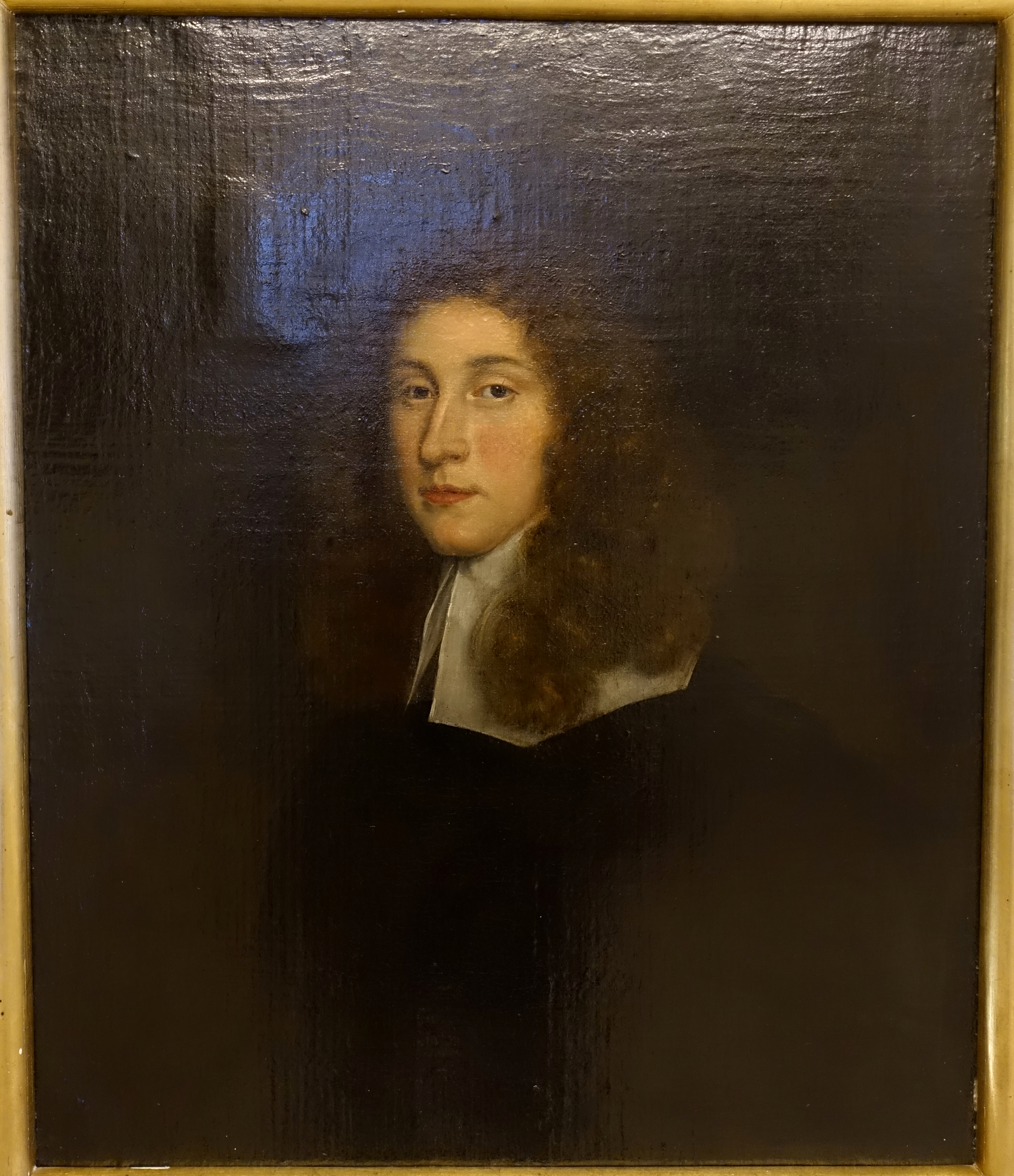
Johann Philipp Geuder, dipinto di Justus Sustermans, c. 1620

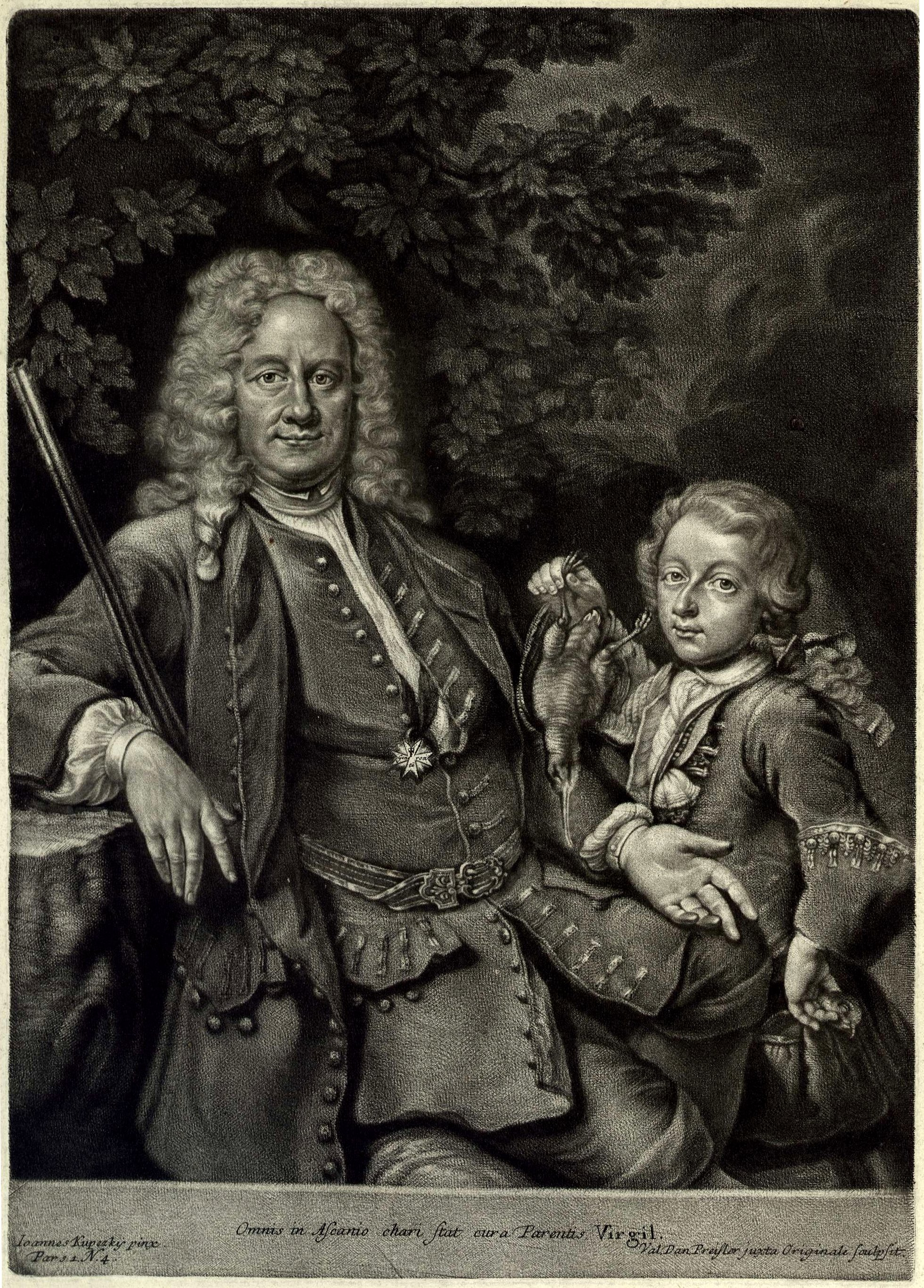
Carl Benedikt Geuder von Heroldsberg (1670–1744) col figlio Johann Adam Rudolph Carl (1718–1789).

- Heinrich Geuder, consigliere della città di Norimberga dal 1366 al 1385.
- Endres Geuder (1431-1496), consigliere della città di Norimberga
- Martin III Geuder (1455-1532), consigliere della città di Norimberga, dal 1518 responsabile di tutti i monasteri maschili di Norimberga, dal 1524 responsabile civile delle due parrocchie di Norimberga, costruttore del Castello Rosso di Heroldsberg (1489), amico di Albrecht Dürer.
- Jakob Geuder (1575–1616), provò ad introdurre il calvinismo nell'area di Heroldsberg. Pubblicò alcune traduzioni latine di scritti italiani.
- Johann Philipp Geuder (1597-1650), alto ufficiale dei conti di Löwenstein-Wertheim, Rittmeister al servizio degli svedesi, consigliere dell'Anhalt e del Brandeburgo. Fondatore della cosiddetta linea Geuder-Rabensteiner.
- Johann Adam Georg Christoph Geuder von Heroldsberg (1641–1718), consigliere di Norimberga
- Carl Benedikt Geuder von Heroldsberg (1670–1744), consigliere di Norimberga, cavaliere dell'Ordine della Generosità, custode dei gioielli imperiali.
- Johann Adam Rudolph Carl Geuder von Heroldsberg (1718-1789), consigliere imperiale, custode dei gioielli imperiali, cavaliere imperiale, consigliere segreto della città di Norimberga, custode dei monasteri di Santa Clara e Pillenreuth, custode dell'Università di Alt
- Adolph von Geuder von Heroldsberg (1827-1906), studiò legge e filosofia e fu coinvolto nei moti del 1848 come studente di Heidelberg. Emigrò negli Stati Uniti, ma tornò successivamente in patria.